# Planty w Lwówku Śląskim

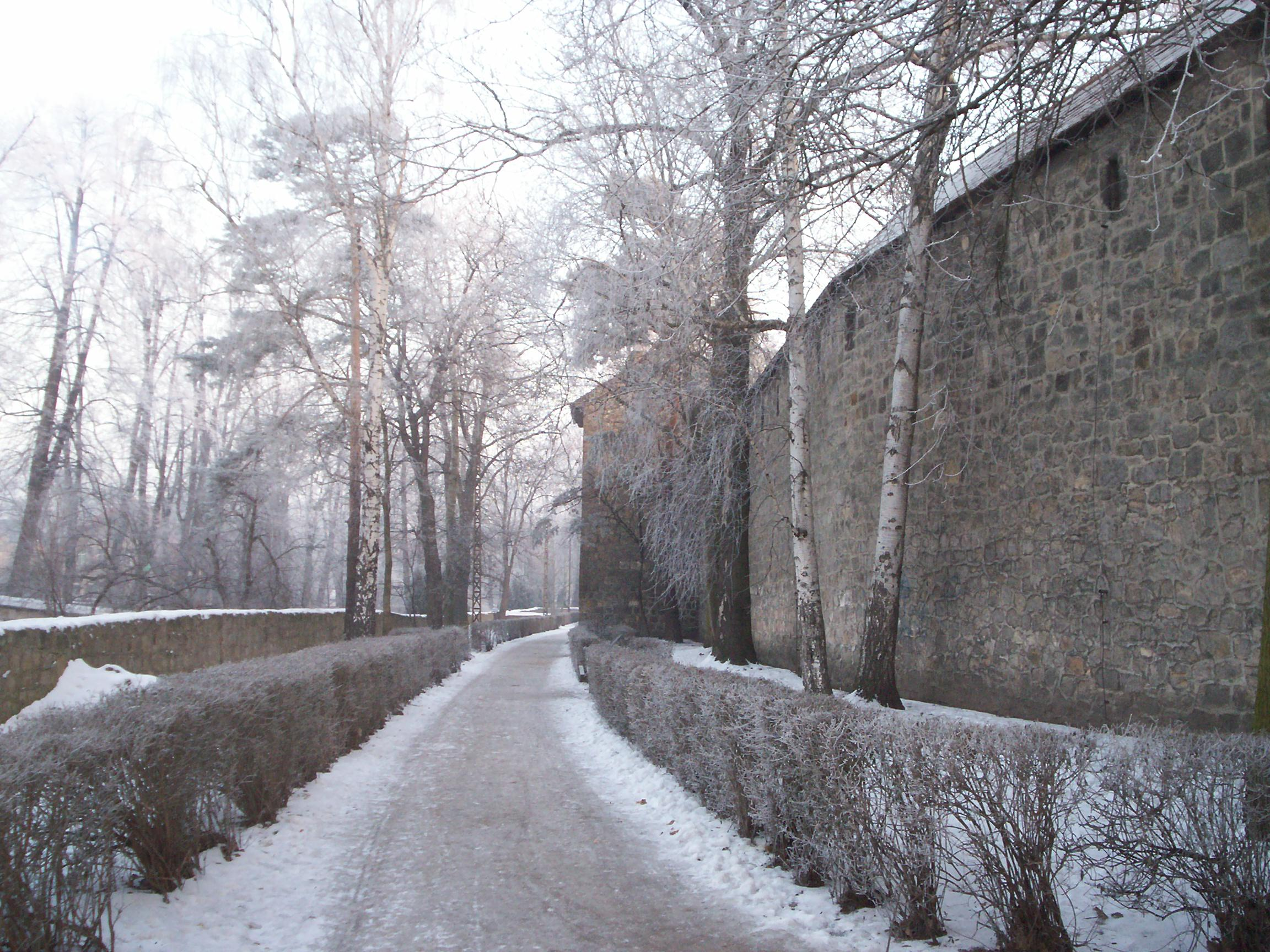
Planty zimą

Planty w Lwówku Śląskim – jeden z zabytkowych parków miejskich w Lwówku Śląskim otaczający Stare Miasto, założony około 1870 r., o powierzchni 7,4 ha i obwodzie 1,8 km. Założone w miejscu częściowo zlikwidowanych fortyfikacji miejskich: murów obronnych, wałów ziemnych i fosy miejskiej.

## Historia
Planty powstały na miejscu fortyfikacji otaczających Lwówek Śląski: murów obronnych oraz położonej na ich przedpolu fosy i wałów ziemnych. Około 1870 roku planty stały się miejscem spacerów, spotkań towarzyskich, imprez i uroczystości lokalnych. Jest to założenie typu ringowego, umiejscowione wokół zabytkowych murów miejskich, zachowane w swoich pierwotnych granicach wewnątrz otaczających planty Alei Wojska Polskiego. Na południowym i zachodnim odcinku aleje obsadzone zostały rzędem lip i dębów. Od strony zewnętrznej planty są otoczone przez zabudowę mieszkaniową z przełomu XIX i XX wieku, w przeważającej części o charakterze willowym z własnymi ogrodami ozdobnymi. Na południe od plant zlokalizowany jest zabytkowy cmentarz komunalny, na którym występują okazałe nasadzenia drzew liściastych i iglastych. Północno-zachodnia część plant to teren po fosie miejskiej. Zachowana została tam pierwotna rzeźba terenu – zagłębiony trawnik przecięty jest kanałem o brzegach wzmocnionych kamiennym murem. Kompozycja roślinna plant jest swobodna. Tworzą ją okazałe drzewa (w tym okazy pomnikowe) gatunków rodzimych, jak i introdukowanych, np.: dąb korkowy, dąb węgierski, miłorząb dwuklapowy, dąb czerwony, sosna wejmutka. Obok drzewostanu zieleń tworzą posadzone wzdłuż ciągów komunikacyjnych żywopłoty z ligustru, śnieguliczki i żywotników. Żywopłoty nie mają powiązania z historycznym układem kompozycyjnym plant. Drogi na plantach pokryte w większości asfaltem. Na terenie plant zlokalizowane są trzy pomniki: pomnik ofiar I wojny światowej, powstały w latach 20. XX wieku, Pomnik Niepodległości, wzniesiony po 1945, oraz skupisko kamieni – Lapidarium Kamienne – z nieczytelną tablicą pamiątkową sprzed 1939. Przed budynkiem franciszkańskiego zespołu klasztornego znajduje się zabytkowa fontanna z czaplą.
Przekształcane po 1945. Prowadzono prace pielęgnacyjne mające na celu zwiększenie atrakcyjności terenu. W miejscu zasypanej w większości fosy posadzono drzewa i krzewy ozdobne, wytyczono alejki, wzdłuż których postawiono ławki. Mieszkańcy Lwówka Śląskiego zyskali nowe miejsce do spacerowania i wypoczynku. Zieleń uzupełniła pozostawione elementy obwarowań, które w pierwszej połowie XX wieku odnowiono, a zachodni odcinek murów obronnych poddano częściowej rekonstrukcji.
Dnia 22 czerwca 1995 r. podjęto decyzję o wpisaniu plant w Lwówku Śląskim do rejestru zabytków pod numerem 1211/J. W ciągu kilkunastu lat renowacji plant przywrócono małą architekturę – stylowe lampy, ogrodzenia, ławki. W 2018 roku na plantach zostały odrestaurowane: Pomnik ofiar I wojny światowej i Fontanna z Czaplą przy klasztorze franciszkanów, przy której sezonowo odbywają się koncerty.
Planty są podzielone na 5 części:
- część ogólna,
- skwer Józefa Piłsudskiego,
- skwer Miast Partnerskich,
- skwer Aleksandra Fredry,
- skwer Żołnierzy Wyklętych.

## Otoczenie
Na terenie plant lub w ich bardzo bliskim sąsiedztwie znajdują się następujące zabytkowe obiekty:
- Baszta Bramy Lubańskiej
- Baszta Bramy Bolesławieckiej
- Park miejski
- Kościół św. Franciszka z Asyżu
- Klasztor Ojców Franciszkanów
- Cmentarz Komunalny w Lwówku Śląskim
- Urząd Gminy i Miasta Lwówek Śląski
- Lwówecki Ośrodek Kultury
- Basteja Archonattiego

## Obiekty
Opis pomników, rzeźb i fontann na plantach.
| Pomniki, rzeźby i fontanny i tablice na plantach w Lwówku Śląskim | Pomniki, rzeźby i fontanny i tablice na plantach w Lwówku Śląskim | Pomniki, rzeźby i fontanny i tablice na plantach w Lwówku Śląskim |
| Lp.                                                               | Zdjęcie                                                           | Nazwa                                                             |
| ----------------------------------------------------------------- | ----------------------------------------------------------------- | ----------------------------------------------------------------- |
| 1.                                                                |                                                                   | Lapidarium Kamienne                                               |
| 2.                                                                |                                                                   | Pomnik ofiar I wojny światowej                                    |
| 3.                                                                |                                                                   | Pomnik Niepodległości                                             |
| 4.                                                                |                                                                   | Fontanna z Czaplą                                                 |
| 5.                                                                |                                                                   | Kamienny Lew ze Wzgórza Kombatantów                               |